# 24-й Берлинский международный кинофестиваль
24-й Берлинский международный кинофестиваль прошёл с 21 июня по 2 июля 1974 года в Западном Берлине.

## Жюри
- Родольфо Кун (председатель жюри)
- Маргарет Хинксманн
- Пьетро Бьянки[итал.]
- Жерар Дуко-Рупп
- Курт Хайнц
- Акира Ивасаки
- Артур Найт
- Манфред Пурцер
- Пьет Руивенкамп

## Конкурсная программа
- Росток, режиссёр Шьям Бенегал
- Ученичество Дадди Крэвица, режиссёр Тед Котчефф
- Песня утренней зари, режиссёр Кэй Кумаи
- Война Бобби, режиссёр Арнльот Берг
- Одноглазый Чарли, режиссёр Дон Чэффи
- Призывник, режиссёр Роланд Верхаверт
- Любовь капитана Брандо, режиссёр Хайме де Арминьян
- Пригоршня любви, режиссёр Вильгот Шёман
- Эффи Брист Фонтане, режиссёр Райнер Вернер Фассбиндер
- Заколдованный лес, режиссёр Шломо Суриано
- Во имя людей, режиссёр Оттокар Рунце
- Часовщик из Сен-Поля, режиссёр Бертран Тавернье
- Восстание в Патагонии, режиссёр Эктор Оливера
- Пеликан, режиссёр Жерар Блен
- Чёрный четверг, режиссёр Мишель Митрани
- Маленький Малькольм, режиссёр Стюарт Купер
- Земля – это грешная песня, режиссёр Рауни Молльберг
- Хлеб и шоколад, режиссёр Франко Брузати
- Представление «Гамлета» в Мрдуше Доньей, режиссёр Крсто Папич
- Сагарана: Дуэль, режиссёр Паоло Тьяго
- Замёршая жизнь, режиссёр Сохраб Шахид Салесс
- Это номер тринадцатый, режиссёр Уильям Сакс
- Двое, режиссёр Чарльз Триешманн
- Зеами, режиссёр Сусуму Харада

## Награды
- Золотой медведь:
  - Ученичество Дадди Крэвица, режиссёр Тед Котчефф
- Золотой Медведь за лучший короткометражный фильм:
  - Концерт
- Серебряный Медведь:
  - Хлеб и шоколад
  - Маленький Малькольм
  - Восстание в Патагонии
  - Замёршая жизнь
  - Во имя людей
- Серебряный Медведь - специальный приз за лучший короткометражный фильм:
  - Штраф
  - Морские создания
- Серебряный Медведь - специальный приз жюри:
  - Часовщик из Сен-Поля
- Приз международной ассоциации кинокритиков (ФИПРЕССИ):
  - Замёршая жизнь
- Приз ФИПРЕССИ - особый взгляд:
  - Сватовство Анны
- Приз международного евангелического жюри:
- Приз международного евангелического жюри (конкурсная программа):
  - Эффи Брист Фонтане
- Приз международного евангелического жюри (программа «Форум»):
  - Сватовство Анны
  - Простое событие
- Приз имени Отто Дибелиуса международного евангелического жюри:
  - Замёршая жизнь
- Приз международного евангелического жюри - рекомендация:
- Приз международного евангелического жюри - рекомендация (программа «Форум»):
  - Моё детство
  - Die letzten Heimposamenter
- Приз Международной Католической организации в области кино (OCIC):
- Приз Международной Католической организации в области кино (конкурсная программа):
  - Часовщик из Сен-Поля
- Приз Международной Католической организации в области кино (программа «Форум»):
  - Простое событие
- Приз Международной Католической организации в области кино - рекомендация:
- Приз Международной Католической организации в области кино - рекомендация (конкурсная программа):
  - Хлеб и шоколад
  - Замёршая жизнь
- Приз Международной Католической организации в области кино - рекомендация (программа «Форум»):
  - Моё детство
  - Сватовство Анны
  - Война одиночки
  - Die letzten Heimposamenter
- Награда C.I.D.A.L.C.:
  - Призывник
- Награда C.I.D.A.L.C. имени Ганди:
  - Man anam keh
- Приз газеты Berliner Morgenpost:
  - Любовь капитана Брандо